# Hexachaeta obscura
Hexachaeta obscura es una especie de insecto del género Hexachaeta de la familia Tephritidae del orden Diptera.

## Historia
Friedrich Georg Hendel la describió científicamente por primera vez en el año 1914.